# 1-ピロリン-5-カルボン酸
1-ピロリン-5-カルボン酸(1-Pyrroline-5-carboxylic acid)またはP5Cは、イミノ酸である。立体異性体(S)-1-ピロリン-5-カルボン酸は、ピロリン-5-カルボン酸レダクターゼによってプロリンから作られる代謝物質であり、1-ピロリン-5-カルボン酸デヒドロゲナーゼによってグルタミン酸に変換される。